# Materiały piezomagnetyczne
Materiały piezomagnetyczne – materiały magnetostrykcyjne; posiadają dobre właściwości piezomagnetyczne w zakresie temperatur -230 do +60 °C. Takimi materiałami są: bar (pierwiastek) (Ba), permaloj (20-50% Ni), taenit (48-50% Nikiel – Co), inwar, alfer (alfenol), większość materiałów amorficznych na bazie żelazo – cynk (Fe-Zn). Dobrymi materiałami piezomagnetycznymi są też austenity węglowe z domieszkami cynku (Zn) i arsenu (As). Materiały piezomagnetyczne znajdują szerokie zastosowanie w mikroskopach MSM, a także do wytwarzania rdzeni przetworników piezomagnetycznych; rezonatorów, czujników, termometrów, procesorów komputerowych, wibratorów używanych w technice ultradźwiękowej, filtrach elektromechanicznych i magnetostrykcyjnych oraz liniach opóźniających.